# Papyrus 9
Papyrus 9 (in der Nummerierung nach Gregory-Aland {\displaystyle {\mathfrak {P}}}9) ist eine frühe Handschrift des Neuen Testaments in Griechisch. Die Erstpublikation erfolgte als Oxyrhynchus Papyri III 402. Das Papyrusmanuskript stammt aus dem frühen 3. Jahrhundert. Das Manuskript besteht aus dem Fragment eines Blattes, das die Verse 4:11–12,14–17 des 1. Johannesbriefes enthält und in einer Spalte je Seite beschrieben ist. Es handelt sich um das älteste bekannte Fragment des 1. Johannesbriefs.
Das Manuskript wurde sehr sorglos geschrieben. Die Handschrift ist grob und unregelmäßig, auch enthält die Handschrift einige unregelmäßige Schreibweisen.
Der griechische Text des Kodex entspricht dem Alexandrinischen Texttyp. Aland ordnete ihn in Kategorie I ein. Doch ist das Manuskript zu kurz, um darin Gewissheit zu haben.
Es wurde in Oxyrhynchus (Ägypten) entdeckt und wird zurzeit im Harvard Semitic Museum (Houghton Library) unter der Signatur MS Gr SM3736 in Cambridge aufbewahrt.